# Грива
Гри́ва — длинные волосы, покрывающие шею и спину некоторых млекопитающих, также называют гривой длинные густые волосы у человека. Часто является одним из отличительных признаков самцов при наличии полового диморфизма. Может иметь разнообразную форму, от пышной и окружающей всю голову до аккуратной стоячей полоски вдоль позвоночника.

## Различные формы грив

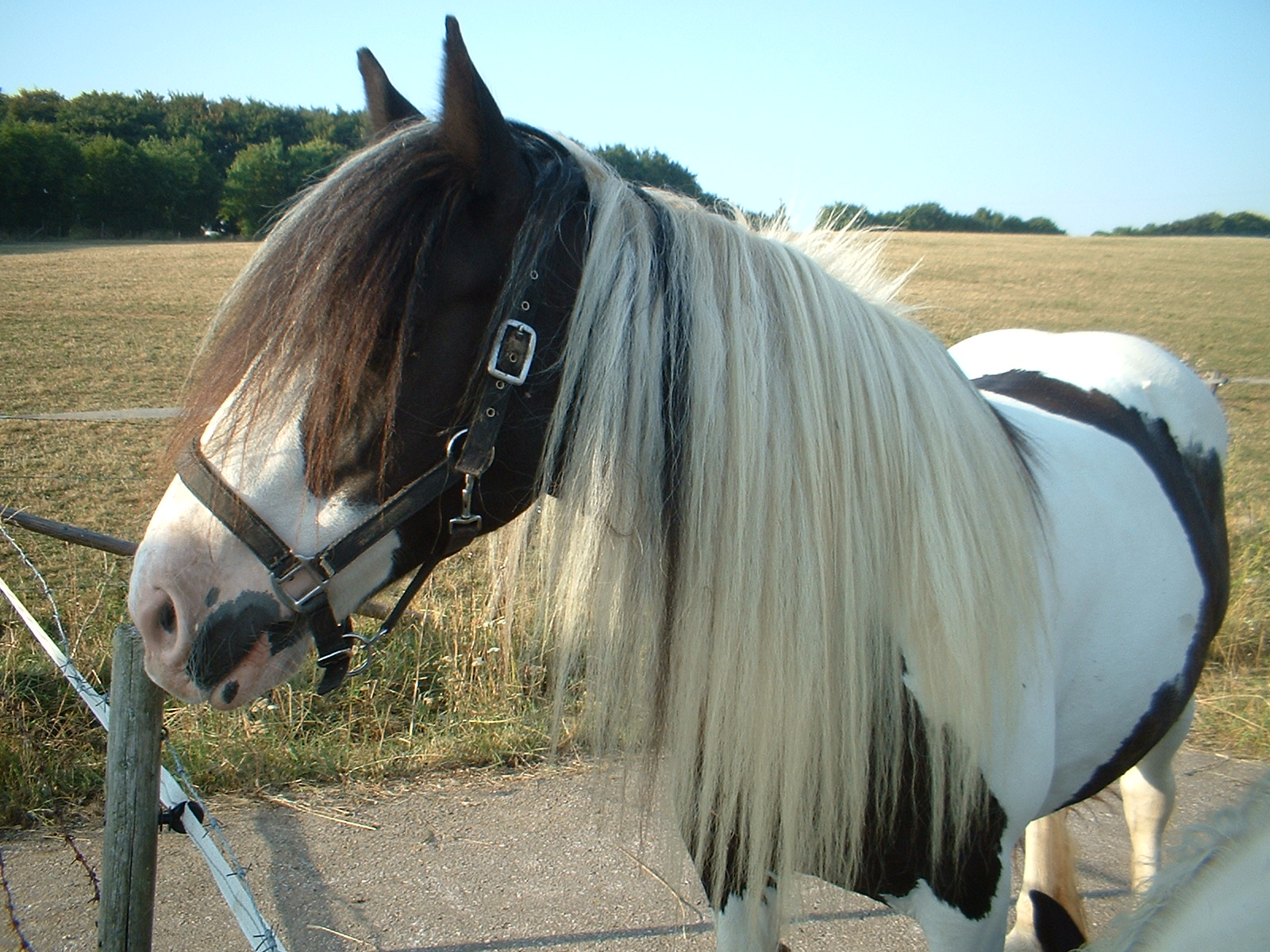
Грива у лошадей
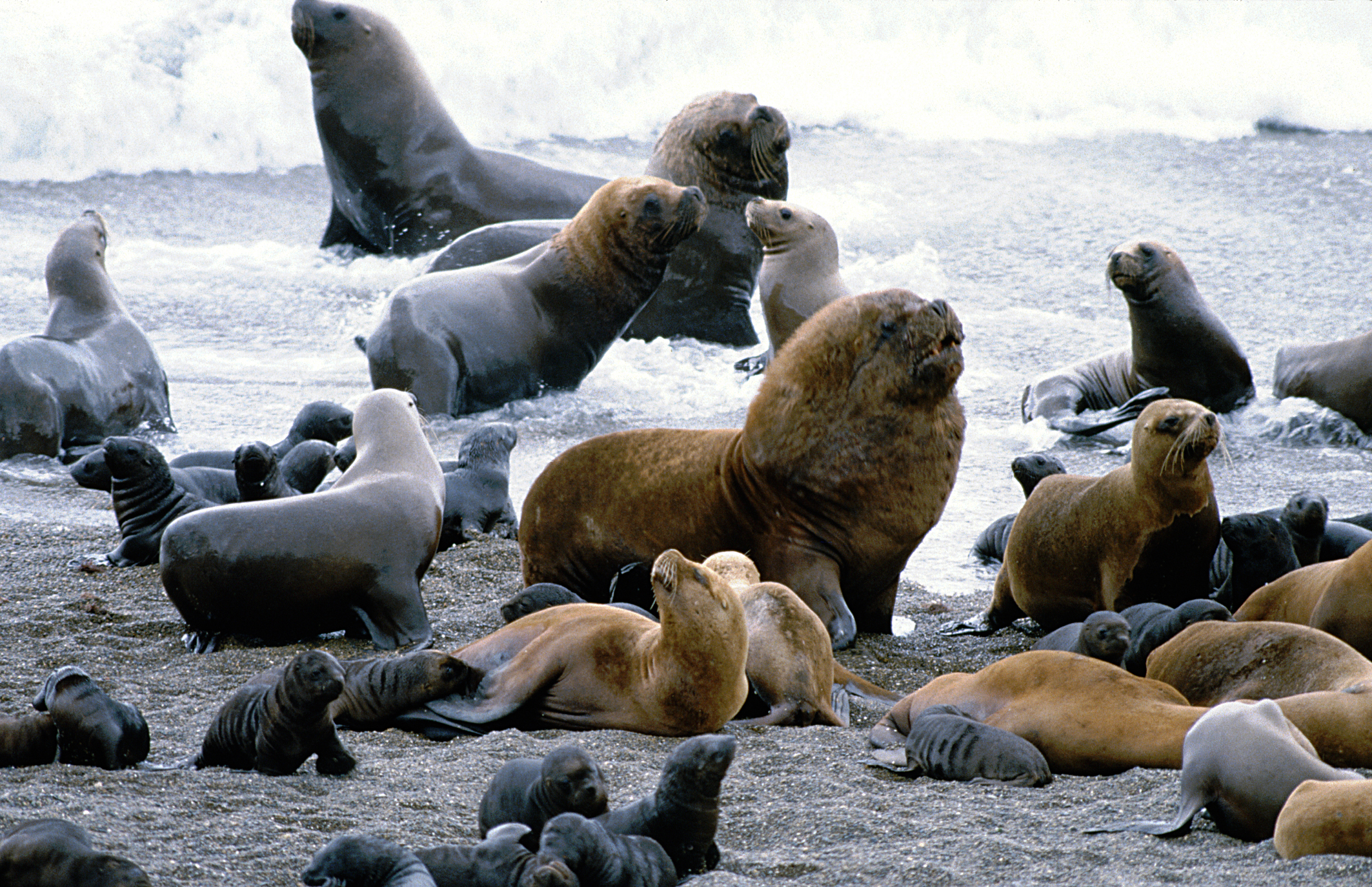
Грива у южных морских львов
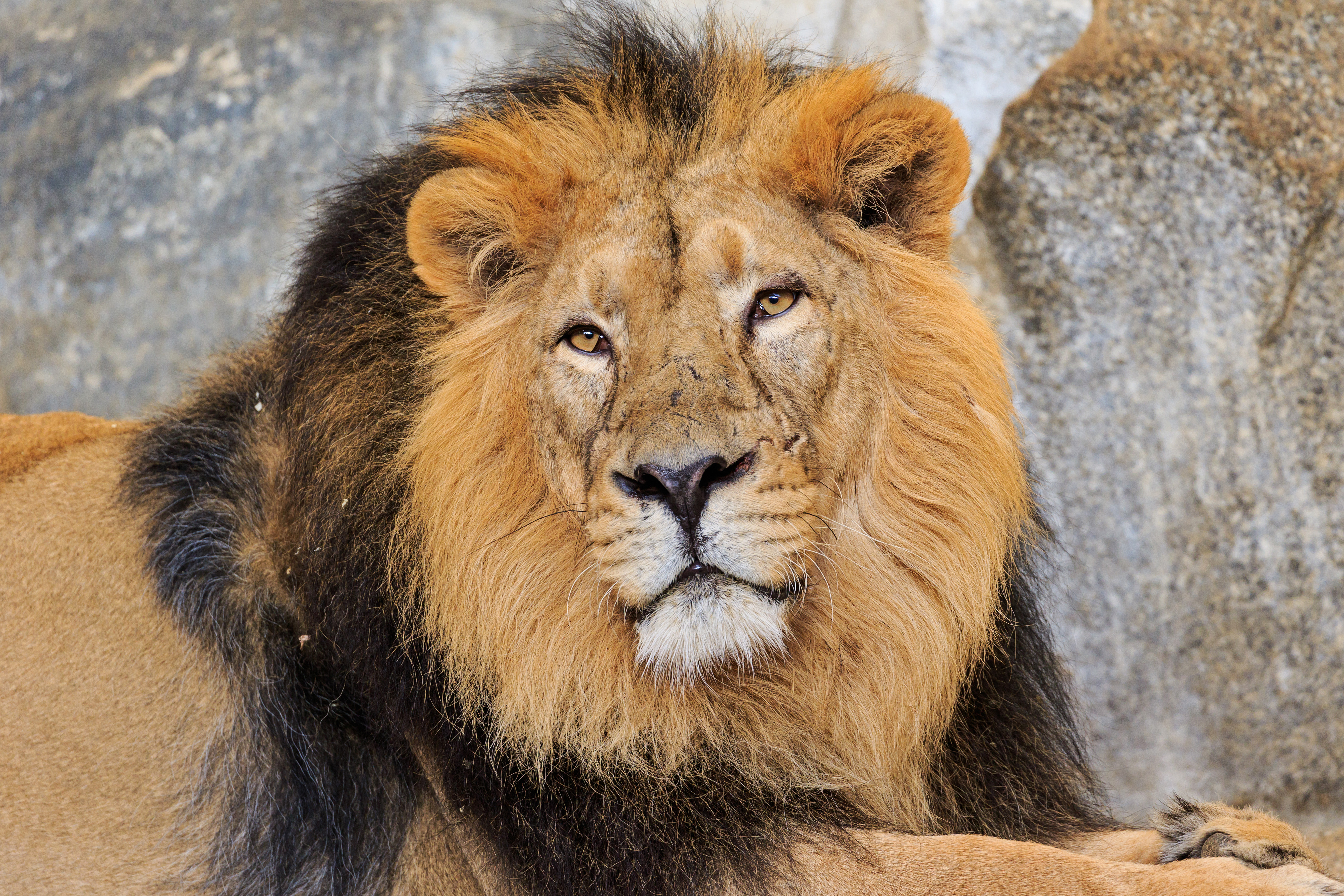
Грива у львов
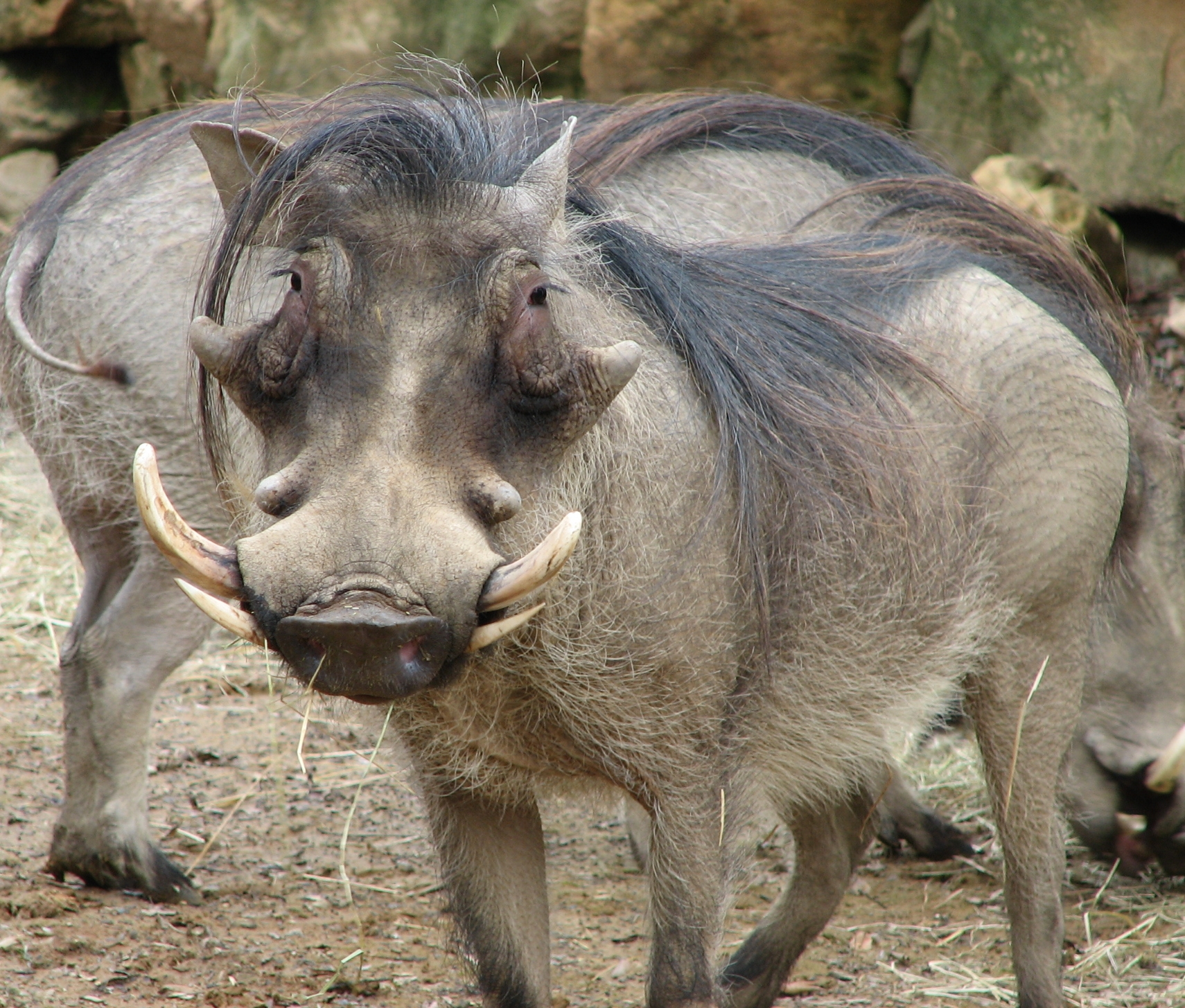
Грива у африканских бородавочников
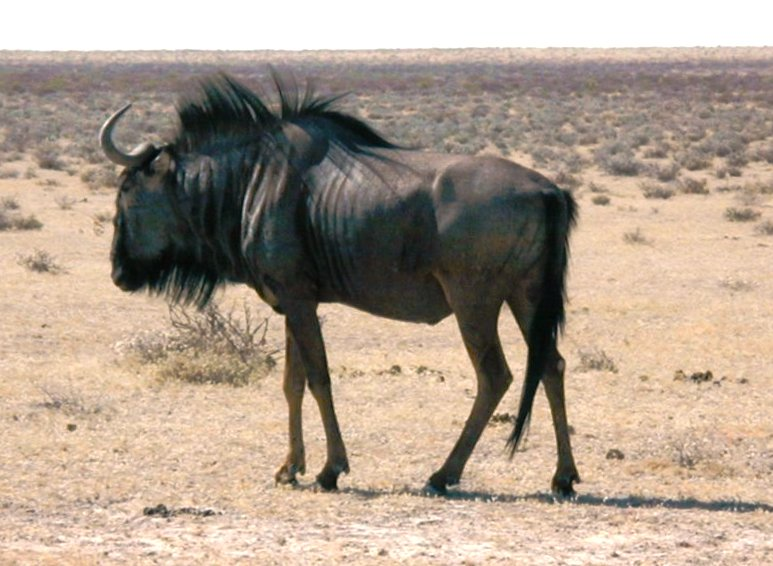
Грива у антилоп гну
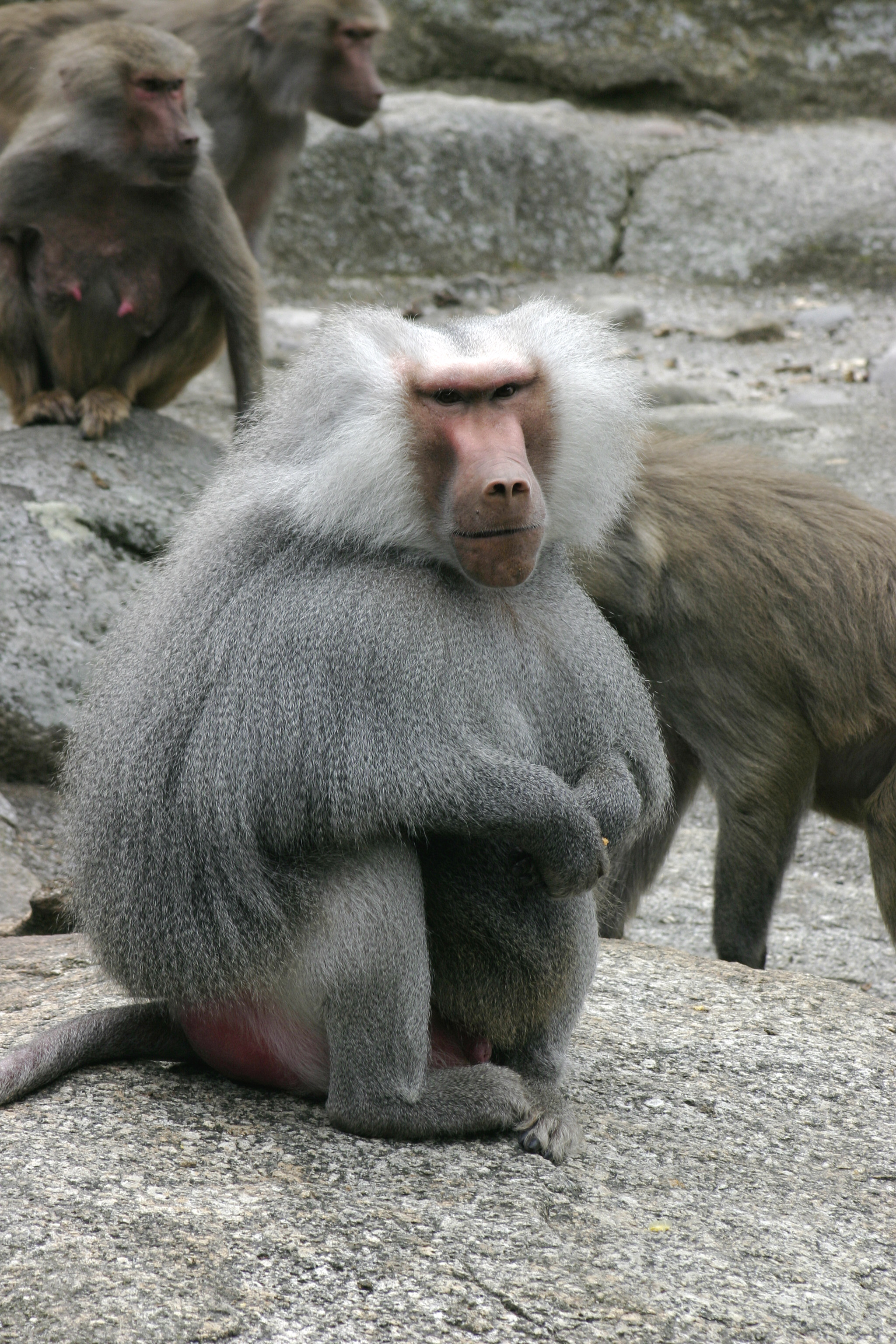
Грива у павианов
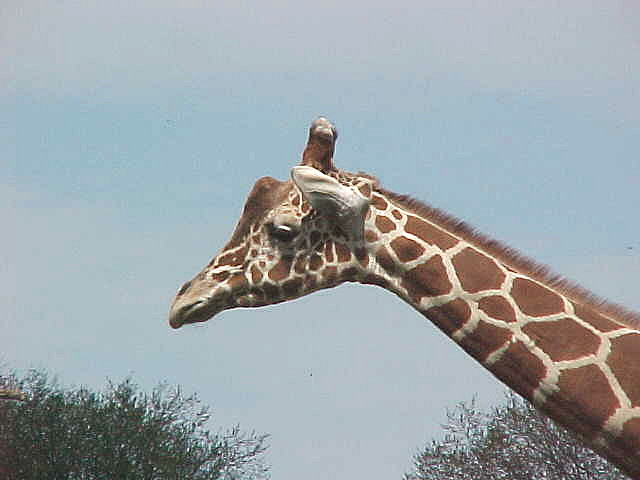
Грива у жирафов
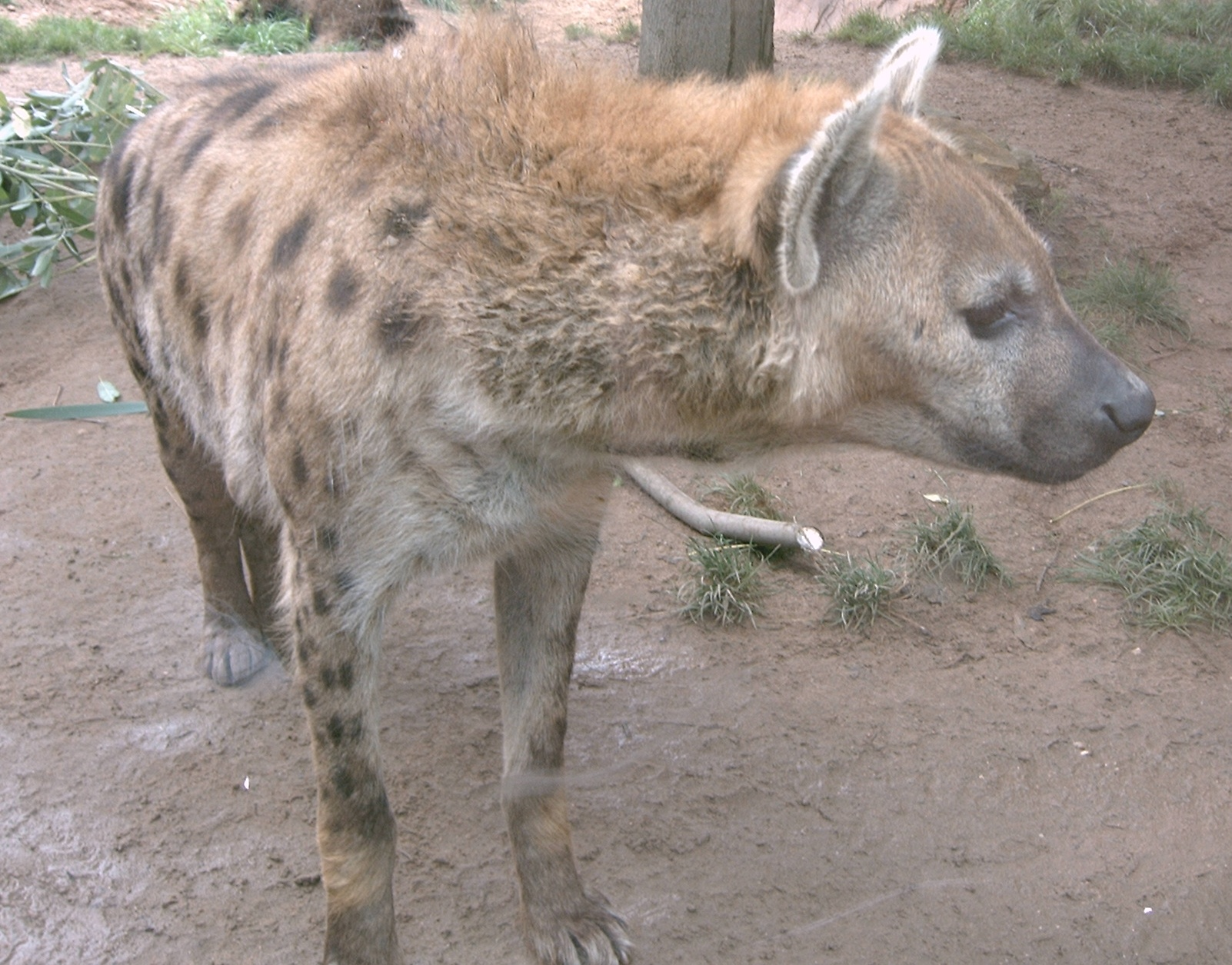
Грива у гиен
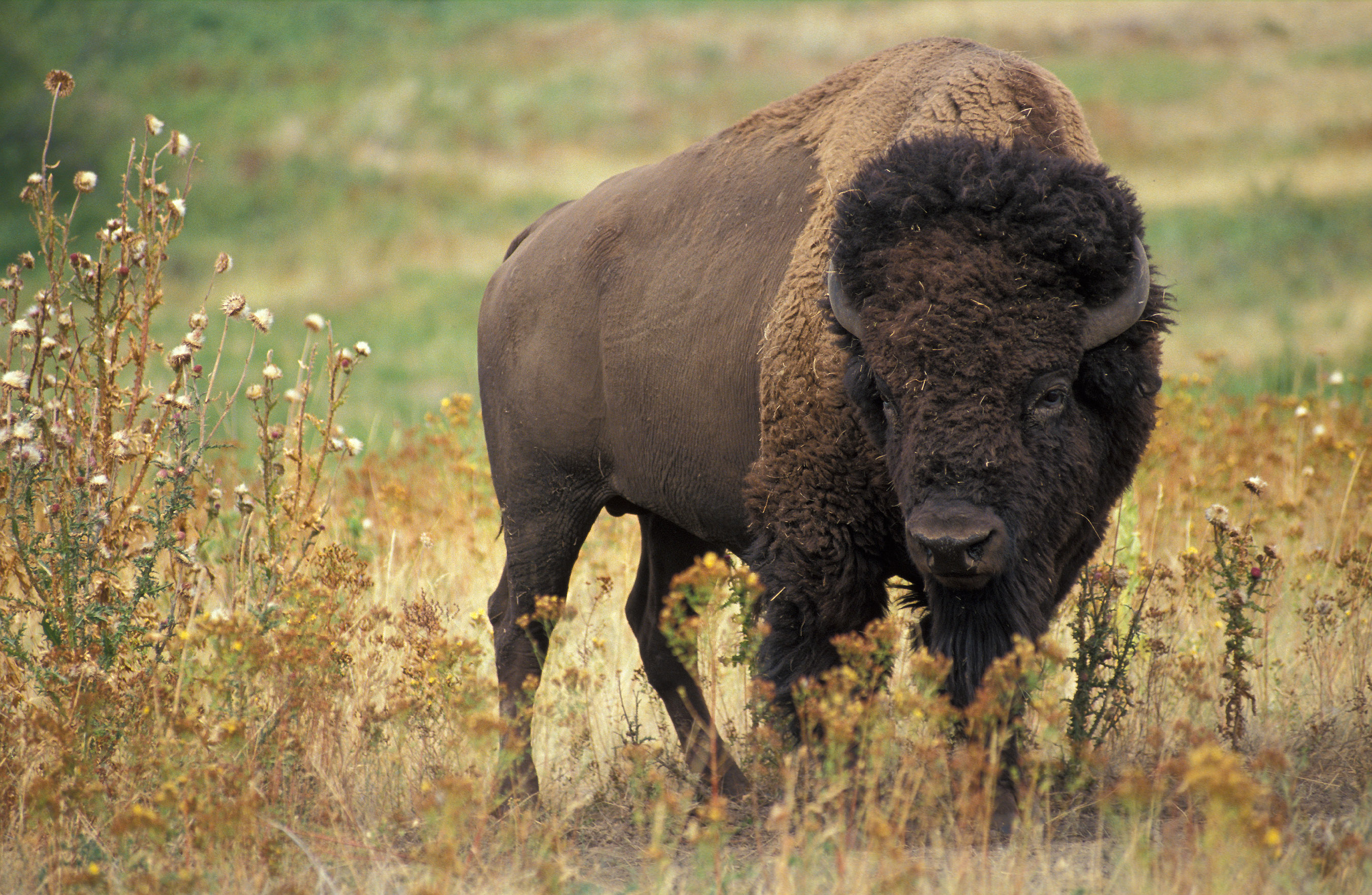
Грива у бизонов
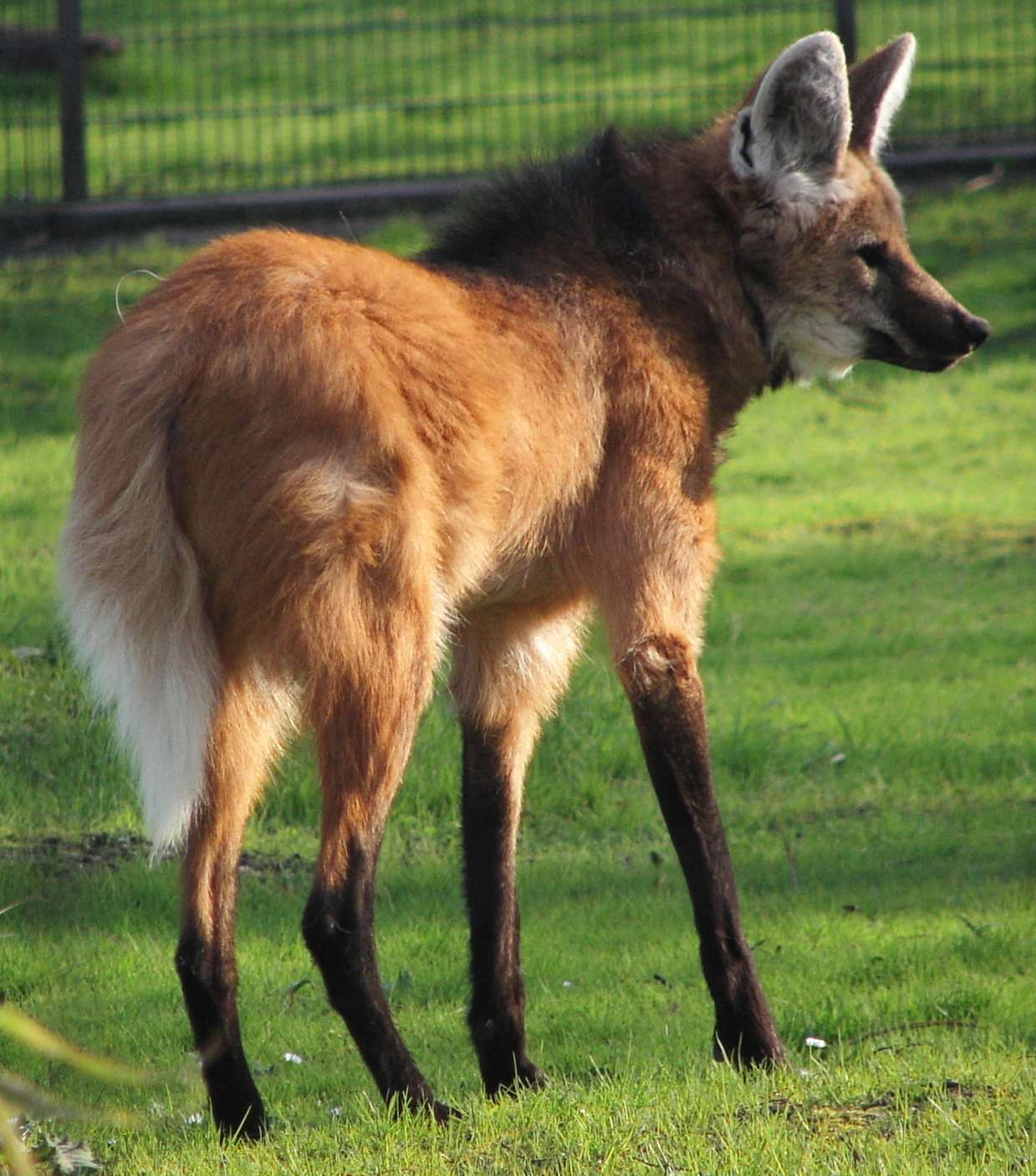
Грива у гривистого волка